# Bibliothèque Pascal
Bibliothèque Pascal ist ein ungarisches Filmdrama von Szabolcs Hajdu aus dem Jahre 2010. Innerhalb einer nüchtern-realistischen Rahmenhandlung greift Hajdu stellenweise erzählerisch wie visuell zu den Stilmitteln der Fantastik. Der Film handelt von Zwangsprostitution und System gewordener männlicher Gewalt. Die Hauptrolle spielt Orsolya Török-Illyés, die Ehefrau des Regisseurs; außer Ungarn wirken auch mehrere rumänische Schauspieler mit. Den Darsteller des Zuhälters, Shamgar Amram, entdeckte Hajdu in London, wo dieser auf einem Einrad 300 Schaulustige unterhielt. Gedreht wurde in Budapest, im rumänischen Constanța, in Wiener Neustadt und im englischen Liverpool.

## Handlung
Mona hat einige Zeit im Ausland gearbeitet und ihre kleine Tochter bei ihrer Tante Rodica zur Pflege zurückgelassen. Weil Rodica das Kind für Gauklerstücke vor Publikum eingesetzt und ihm Alkohol verabreicht hat, ist das Jugendamt eingeschritten und hat das Kind in Obhut genommen. Um die Vormundschaft wieder zu erlangen, muss Mona einem Beamten berichten, wie es dazu kam und was sie im Ausland gemacht hat.
Mona sonnte sich am Meeresstrand, als plötzlich dicht neben ihr ein im Sand vergrabener Mann eine Waffe auf sie richtet. Viorel, polizeilich gesucht, hält sie bis in die Nacht dort fest und führt sie dann in einen Schuppen. In einem Katz-und-Maus-Spiel kommen sie sich näher und erleben einen gemeinsamen fantastischen Traum, in dem sie prächtige Gewänder tragen. Am Tag darauf wird Viorel von einem Einsatzkommando umstellt und stirbt auf der Flucht im Kugelhagel. Mona ist von Viorel schwanger und gebiert eine Tochter. Sie bringt sich und das Kind als Puppenspielerin und mit Gelegenheitsarbeiten durch. Ihr Vater Gigi, der Prostituierte nach Deutschland vermittelt, muss auf Druck von Gangstern dringend eine neue Frau abliefern. Er täuscht Mona vor, zu einem medizinischen Eingriff nach Deutschland reisen zu müssen und bittet sie, ihn zu begleiten. Sie lässt für diese paar Tage ihre Tochter bei Rodica, die als Wahrsagerin arbeitet. Bei einem Halt in Wiener Neustadt verkauft Gigi Mona an zwei Frauenhändler. Während der eine Mona wegführt, erschießt der andere Gigi mit einer schallgedämpften Pistole und nimmt das Geld wieder an sich. Auf einem Menschenhändler-Basar wird Mona vom Zuhälter und Bühnenkünstler Pascal erworben. Er tritt in der „Bibliothèque Pascal“ auf, einem bizarren Luxusbordell in Liverpool, in dem hochgestellte Persönlichkeiten und Größen des Unterhaltungsgeschäfts verkehren. Die Frauen werden in aufwändig ausgestatteten Kammern gefangengehalten und repräsentieren literarische Figuren wie Die heilige Johanna, Desdemona aus Othello oder Lolita. Sie werden gezwungen, mit den Freiern Dialoge aus dem jeweiligen Werk zu rezitieren, bevor diese sie vergewaltigen. Mona muss als heilige Johanna für einen Kunden herhalten. Als Pascal sie zu küssen versucht, beißt sie ihm die Zunge ab, woran er verblutet. Unterdessen führt Rodica mit Monas Tochter in Ungarn ein Schauspiel auf, für das sie Eintrittsgeld kassiert: Die Gäste sehen den Traum des kleinen Mädchens projiziert, in dem Gigi eine Blaskapelle anführt. Mona muss nun Desdemona im Latexanzug spielen. Zwei Kunden drohen sie zu ersticken, da erscheint Gigi mit seiner Kapelle, und sie kann nach außen flüchten.
Der Beamte macht Mona klar, dass sie ihre Tochter nicht wiederbekommen werde, wenn in seinem Bericht solche Märchen stünden. Resigniert erzählt sie kurz, dass Viorel nur eine flüchtige Bekanntschaft mit schnellem Sex gewesen sei, und dass sie ein Angebot zur Prostitution in Deutschland freiwillig angenommen habe. Der Beamte ersetzt „freiwillig“ durch „gezwungen“, lässt sie unterschreiben und gehen. In seinen Bericht für eine Kommission fügt er die Empfehlung ein, das Kind zur Mutter zurückzuführen. Wieder mit ihrer Tochter vereint, erzählt Mona ihr eine Geschichte. In diesem sind die Prinzen und Prinzessinnen in eine Kammer gesperrt und fehlen in den Märchen, die dadurch langweilig geworden sind.

## Stil
In der ersten Sequenz ist Bibliothèque Pascal wie ein sozialrealistischer Film erzählt. In der folgenden Erzählung Monas entfaltet sich ein magischer Realismus, der in der Tradition von Federico Fellini, Emir Kusturica und Peter Greenaway steht. Dabei probieren der Regisseur wie seine Protagonistin unterschiedliche Formen aus. Der Film hält ein Lob aufs Erzählen und Erfinden, nicht zufällig ist die Hauptfigur eine professionelle Geschichtenerzählerin. Das Erzählen ermöglicht Mona ein Überleben, „[d]ie Flucht ins Imaginäre erlaubt es ihr, die Würde nicht zu verlieren.“ Dem Publikum ist es nicht möglich, zuverlässig auseinanderzuhalten, „was wahr ist und was fantasievolle Verpackung einer unerträglich hässlichen Realität“. Die Erzählung ist „weniger die fantastische Variante dessen, was tatsächlich geschehen ist, als vielmehr Monas einzige Möglichkeit, das, was ihr widerfahren ist, in Worte und Bilder zu fassen. Sie […] erfindet sich diese Alternativversion der ihr geraubten Lebenszeit auch, um ihre Traumatisierung zu sublimieren.“

## Kritiken
Susanne Messmer sprach in der taz von der „berauschend schöne[n] Bildmacht“ des „verstörenden“ Werks. „Viele Zuschauer werden diesen Film voller Empörung und Ekel verlassen. Das ist allemal besser als Betroffenheit.“ Da man sich stellenweise unterhalten fühle, fühle man sich ertappt. „Das ist unerträglich.“ Die Erzählung zwinge das Publikum, sich dem Film „über weite Strecken mit großem Unbehagen zu nähern.“ Alexandra Seitz meinte in der Berliner Zeitung, dass „aus einer bitteren Realität etwas märchenhaft Buntes“ entstünde, aus traurigen Fällen sexueller Ausbeutung „schillernde Vignetten“. Dieser Ansatz bringe das Grauen der Zwangsprostitution umso deutlicher zum Vorschein. Ähnlich stellte Katja Nicodemus in der Zeit fest, die Wirklichkeit hinter der Stilisierung verliere „trotzdem nichts von ihrem Schrecken.“ Der Film werde „getragen von einer seltsamen Spannung: zwischen seinem eigentlich ernsten Thema und seinen verspielten, farbsatten Bildern“. Hajdu erzähle „mit traumwandlerischer Exzentrik“ und zeige „Räume, die wie knallbunt ausgestattete Puppenstuben des Unbewussten wirken.“ Diese Bibliothek bezeichnete Nicodemus als „Ort, an dem Kultur verramscht und ins Obszöne gezogen wird“.
Sozialkritische Filme, die wie das Wort „Fürsorgebeauftragter“ klängen, seien im Vergleich mit Bibliothèque Pascal verloren, schrieb Kerstin Decker im Der Tagesspiegel. Das Kernstück des Films, der Begegnung Monas mit Viorel, stecke „voller Lakonie, latenter Gewalt und Poesie“. Eine Welt, in der alles zur Ware werde, verliere das Leben, sage der Filmemacher aus, „und er ist Künstler genug, es leise zu tun.“ Für Jessica Düster vom Kölner Stadt-Anzeiger ist Orsolya Török-Illyés eine Hauptdarstellerin, die „nicht nur ein faszinierendes Gesicht besitzt und großartig fotografiert ist, sondern auch mitreißend spielt.“ Zwar zerfalle die Handlung in Einzelteile, diese Schwäche verzeihe man „dieser an Wundern reichen Kinoerzählung jedoch gerne“. In einer Kurzkritik befand Der Spiegel, dass die Geschichte „trotz mancher vergnüglicher Momente passagenweise ziemlich angestrengt und zäh“ wirke.

## Aufführungen und Auszeichnungen
Bibliothèque Pascal war im Internationalen Forum des jungen Films der Berlinale 2010 zu sehen. Zudem war die Produktion die ungarische Bewerbung um einen Kandidatenplatz für den Oscar für den besten fremdsprachigen Film 2011.